# Kategoria e parë 2011/12
Die Kategoria e parë 2011/12 war die 64. Spielzeit der zweithöchsten albanischen Fußballliga und die 14. Saison unter diesem Namen. Sie begann am 10. September 2011 und endete am 12. Mai 2012.

## Modus
16 Mannschaften spielten an 30 Spieltagen jeweils zweimal gegeneinander. Die ersten zwei Vereine stiegen direkt in die Kategoria Superiore auf, während der Dritte, Vierte und Fünfte noch die Chance hatte, über die Relegation aufzusteigen. Die letzten beiden Vereine stiegen direkt in die Kategoria e dytë ab, die Teams auf den Plätzen 13 und 14 spielten in der Relegation gegen den Abstieg.

## Vereine
| Verein                   | Stadt       |
| ------------------------ | ----------- |
| KS Ada                   | Velipoja    |
| KS Adriatiku Mamurras    | Mamurras    |
| KS Besa Kavaja           | Kavaja      |
| KS Besëlidhja Lezha      | Lezha       |
| KS Burreli               | Burrel      |
| KF Butrinti Saranda      | Saranda     |
| KF Elbasani              | Elbasan     |
| KS Gramozi Erseka        | Erseka      |
| KF Gramshi               | Gramsh      |
| KS Iliria                | Fushë-Kruja |
| KS Luftëtari Gjirokastra | Gjirokastra |
| KS Lushnja               | Lushnja     |
| KF Skrapari              | Çorovoda    |
| FK Kukësi                | Kukës       |
| KF Himara                | Himara      |
| KF Vlora                 | Vlora       |

## Abschlusstabelle
| Pl. | Verein                   | Sp. | S  | U | N  | Tore    | Diff. | Punkte |
| --- | ------------------------ | --- | -- | - | -- | ------- | ----- | ------ |
| 1.  | KS Luftëtari Gjirokastra | 30  | 23 | 3 | 4  | 059:220 | +37   | 72     |
| 2.  | FK Kukësi (N)            | 30  | 21 | 4 | 5  | 063:240 | +39   | 67     |
| 3.  | KS Lushnja               | 30  | 19 | 7 | 4  | 049:160 | +33   | 64     |
| 4.  | KS Besa Kavaja (A)       | 30  | 17 | 4 | 9  | 044:330 | +11   | 55     |
| 5.  | KS Besëlidhja Lezha      | 30  | 16 | 6 | 8  | 038:160 | +22   | 54     |
| 6.  | KF Elbasani (A)          | 30  | 11 | 6 | 13 | 044:480 | −4    | 39     |
| 7.  | KS Burreli               | 30  | 12 | 3 | 15 | 036:430 | −7    | 39     |
| 8.  | KF Gramshi               | 30  | 10 | 8 | 12 | 037:440 | −7    | 38     |
| 9.  | KF Butrinti Saranda (N)  | 30  | 10 | 7 | 13 | 032:360 | −4    | 37     |
| 10. | KS Ada                   | 30  | 9  | 9 | 12 | 034:350 | −1    | 36     |
| 11. | KS Iliria (N)            | 30  | 11 | 3 | 16 | 038:440 | −6    | 36     |
| 12. | KF Adriatiku Mamurras    | 30  | 10 | 4 | 16 | 035:480 | −13   | 34     |
| 13. | KF Himara (N)            | 30  | 9  | 5 | 16 | 038:430 | −5    | 32     |
| 14. | KS Gramozi Erseka        | 30  | 9  | 2 | 19 | 025:600 | −35   | 29     |
| 15. | KF Vlora 1               | 30  | 6  | 6 | 18 | 024:540 | −30   | 18     |
| 16. | KF Skrapari (N) 2        | 30  | 4  | 9 | 17 | 022:520 | −30   | 18     |

Platzierungskriterien: 1. Punkte – 2. Direkter Vergleich (Punkte, Tordifferenz, geschossene Tore) – 3. Tordifferenz – 4. geschossene Tore

| (A) | Absteiger aus der Kategoria Superiore 2010/11 |
| (N) | Neuaufsteiger                                 |

## Relegation
Aufstieg
| Datum        |                                              | Ergebnis |                                             |
| ------------ | -------------------------------------------- | -------- | ------------------------------------------- |
| 18. Mai 2012 | KS Kamza 11. der Kategoria Superiore         | 0:2      | KS Besa Kavaja 4. der Kategoria e parë      |
| 19. Mai 2012 | KF Tomoti Berat 10. der Kategoria Superiore  | 3:2      | KS Besëlidhja Lezha 5. der Kategoria e parë |
| 20. Mai 2012 | KF Apolonia Fier 12. der Kategoria Superiore | 3:2      | KS Lushnja 3. der Kategoria e parë          |

Abstieg
| Datum        |                                            | Ergebnis |                                               |
| ------------ | ------------------------------------------ | -------- | --------------------------------------------- |
| 20. Mai 2012 | KS Gramozi Erseka 14. der Kategoria e parë | 1:2      | KF Naftëtari Kuçova 2. der Kategoria e dytë B |
| 20. Mai 2012 | KF Himara 13. der Kategoria e parë         | 3:0      | KF Sukthi 2. der Kategoria e dytë A           |